# 知花梅莎
知花梅莎（日語：知花メイサ，1992年3月5日—），日本AV女優，於東京都出生，任職於標誌集團株式會社。

## 歷史
2012年10月，知花梅莎於Alice Japan出道。
2013年3月22日，她與藤嶋唯和吉澤明步出席了台灣一個成人網站的公開活動。

## 演出

### TV
- そこウサ（2012年10月25日、千葉電視台）
- おっぱい×おっぱい（2013年1月5日、エンタ!959）
- 國光幫幫忙（3月25日、SET）

### Niconico生放送
- 【AV女優】知花メイサ＠初めてのニコ生!（2012年11月21日）
- 「これでもかっ!オールスターAV女優ニコ生祭!!vol.2」[12][13][14]（12月6日）共演:相葉麗香、一條綺美香、篠田優、白木優子、長澤梓、羽月希、藤嶋唯、真木今日子、赤西涼
- 【AV女優】知花メイサ＠私は一向にかまわんっ!（12月10日 - ）
- 「これでもかっ!オールスターAV女優ニコ生祭!!vol.3 ペロペロXXX」（2013年6月14日）共演:羽月希、有村千佳、彩美旬果、一條綺美香、松嶋友里恵